# Blepharipodidae
Blepharipodidae is een familie van kreeftachtigen uit de klasse van de Malacostraca (hogere kreeftachtigen).

## Geslachten
- Blepharipoda Randall, 1840
- Lophomastix Benedict, 1904